# Ctenus exlineae
Ctenus exlineae este o specie de păianjeni din genul Ctenus, familia Ctenidae, descrisă de Peck, 1981. Conform Catalogue of Life specia Ctenus exlineae nu are subspecii cunoscute.